# Prosopocera wahlbergi
Prosopocera wahlbergi là một loài bọ cánh cứng trong họ Cerambycidae.